# عنكبوت صياد وكنايري
عنكبوت صياد وكنايري (الاسم العلمي:Eusparassus walckenaeri) هو نوع من العنكبوتيات يتبع جنس العنكبوت الصياد من فصيلة العناكب الصيادة.